# فرودگاه هریس رنچ
فرودگاه هریس رنچ (به انگلیسی: Harris Ranch Airport) یک فرودگاه همگانی است که یک باند فرود آسفالت دارد و طول باند آن ۸۶۰ متر است. این فرودگاه در شهر کولینگا، کالیفرنیا کشور ایالات متحده آمریکا قرار دارد و در ارتفاع ۱۴۳ متری از سطح دریا واقع شده‌است.